# Liste der Naturdenkmale in Ebersbach-Neugersdorf
Die Liste der Naturdenkmale in Ebersbach-Neugersdorf umfasst Naturdenkmale der sächsischen Kleinstadt Ebersbach-Neugersdorf.

## Definition
„Naturdenkmäler sind rechtsverbindlich festgesetzte Einzelschöpfungen der Natur oder entsprechende Flächen bis zu fünf Hektar, deren besonderer Schutz erforderlich ist
1. aus wissenschaftlichen, naturgeschichtlichen oder landeskundlichen Gründen oder
2. wegen ihrer Seltenheit, Eigenart oder Schönheit.“

„§ 18 – Naturdenkmäler – (zu § 28 BNatSchG)
(1) Die Erklärung nach § 22 Abs. 1 BNatSchG von Teilen von Natur und Landschaft als Naturdenkmal erfolgt durch Rechtsverordnung oder Einzelanordnung.
(2) Über § 28 Abs. 1 BNatSchG hinaus können Naturdenkmäler zur Sicherung von Lebensgemeinschaften oder Lebensstätten von im Bestand gefährdeten oder streng geschützten Arten festgesetzt werden.“

## Naturdenkmale
Diese Auflistung unterscheidet zwischen Flächennaturdenkmalen (FND) mit einer Fläche bis zu 5 ha (bei Verordnung nach DDR-Recht auch mehr) und Einzel-Naturdenkmalen (ND).
Link zu einem Kartenansichtstool, um Koordinaten zu setzen.
| Bild                          | Bezeichnung                                       | Lage                                           | Beschreibung | Datum | Nummer |
| ----------------------------- | ------------------------------------------------- | ---------------------------------------------- | ------------ | ----- | ------ |
| BW                            | Tulpenbaum an der Schillerstraße                  | Neugersdorf (50° 59′ 2,2″ N, 14° 36′ 29,2″ O)  | ND           |       |        |
| BW                            | Spitz-Ahorn an der Zittauer Straße 18             | Neugersdorf (50° 58′ 46,7″ N, 14° 36′ 53,5″ O) | ND           |       |        |
| BW                            | Fritzens Büschel                                  | Ebersbach (51° 1′ 19,6″ N, 14° 34′ 50,7″ O)    | FND (2,3 ha) |       |        |
| BW                            | Stiel-Eiche an der Hohen Straße 6a                | Neugersdorf (50° 58′ 18,8″ N, 14° 36′ 1,4″ O)  | ND           |       |        |
| BW                            | Winter-Linde an der Liechtensteinstraße 8         | Neugersdorf (50° 58′ 19,9″ N, 14° 36′ 11,4″ O) | ND           |       |        |
| mehr Fotos \| Fotos hochladen | Staunasse Wiese am Kux                            | Ebersbach (51° 0′ 43,6″ N, 14° 36′ 4,7″ O)     | FND (0,5 ha) |       |        |
| BW                            | Winter-Linde an der Bergstraße 20                 | Neugersdorf (50° 58′ 15,6″ N, 14° 36′ 22,5″ O) | ND           |       |        |
| mehr Fotos \| Fotos hochladen | Kux-Flurholz an der Straße Ebersbach–Kottmarsdorf | Ebersbach (51° 0′ 43,9″ N, 14° 36′ 9,3″ O)     | FND (1,3 ha) |       |        |
| BW                            | Rot-Buche an der Bahnhofstraße 44                 | Ebersbach (51° 0′ 14,3″ N, 14° 34′ 38,2″ O)    | ND           |       |        |

## Ehemalige Naturdenkmale
Link zu einem Kartenansichtstool, um Koordinaten zu setzen.
| Bild | Bezeichnung                    | Lage                                           | Beschreibung                                                                       | Datum     | Nummer |
| ---- | ------------------------------ | ---------------------------------------------- | ---------------------------------------------------------------------------------- | --------- | ------ |
| BW   | Silber-Ahorn am Rathaus        | Neugersdorf (50° 58′ 37,2″ N, 14° 36′ 21,4″ O) | ND aufgehoben, da bereits nach § 2 des Sächsischen Denkmalschutzgesetzes geschützt | 2000–2020 |        |
| BW   | 4 Buchen an der Reichsstraße 1 | Ebersbach (51° 0′ 25,1″ N, 14° 34′ 52,7″ O)    | ND aufgehoben, da bereits nach § 2 des Sächsischen Denkmalschutzgesetzes geschützt | 2000–2020 |        |